# Casa Senyorial de Zemite
La Casa Senyorial de Zemīte (en letó: Zemītes muižas pils) és una mansió a la històrica regió de Semigàlia, a la parròquia de Zemīte del municipi de Kandava de Letònia.
La mansió va ser construïda en l'estil Biedermeier una de les formes de construcció de l'època. Més tard, al segle xix, es va edificar una torre quadrada neorenaixentista de forma addicional. L'estructura va patir un incendi el 1905 i poc després va ser restaurada. Tot seguit, va tenir un nou incendi l'any 1931 i una vegada més va ser restaurada. En conseqüència, la decoració interior original de l'edifici no ha sobreviscut. Allotja l'escola primària Zemite.